# カロッツェリア (AV機器)

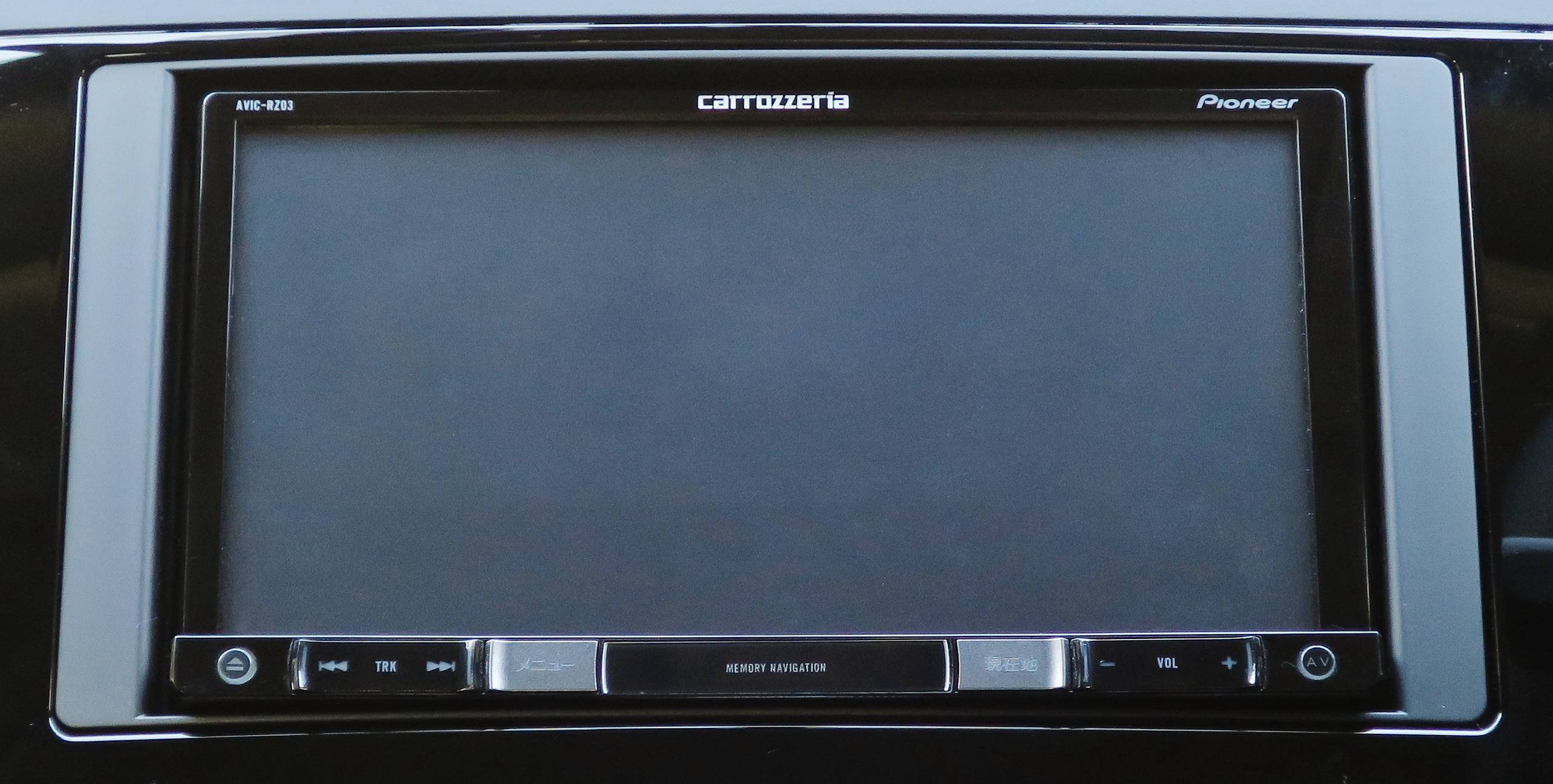
楽ナビ AVIC-RZ03

カロッツェリア（carrozzeria）は、パイオニアのカーエレクトロニクス事業部（カーオーディオ、カーナビゲーション）が展開するブランド名であり、日本国内のみで使用されている。

## 概要
1986年に「ロンサム・カーボーイ（Lonesome Car-boy）」から名称を変更した。変更される前にはフラッグシップモデルがカロッツェリア、通常モデルがパイオニア（ロンサム・カーボーイ）という位置付けであった。
カロッツェリアとしても2つのブランドに分かれており、先進機能等を採用しているサイバーナビシリーズと、簡単操作を重視した楽ナビシリーズがある。
2007年からはサイバーナビで、スマートループ渋滞情報を開始している。また、渋滞情報は他社へも提供されている。現在は楽ナビでも使用できる。そして、2013年からはサイバーナビのみで、特定場所の画像を共有できるスマートループアイが開始されている。
過去に存在したデジタルツーカー（現・ソフトバンク）のパイオニア製携帯電話端末に付けられたCAの記号は、この「carrozzeria」から来ている。
製品に付与されるブランドロゴは「carrozzeria」がメインだが、「Pioneer」のロゴも小さく付与されている。
ブランドキャッチコピーは「TRIP to the EDGE」。

## 歴史

### 前史
- 1963年

パイオニア初のカーステレオ「RPS-501」をアメリカで発売。
- 1966年

「RPS-501」 の後継モデル「RPS-503J」を日本で発売。
- 1977年

ロンサム・カーボーイ（Lonesome Car-boy）ブランドが登場。

### 1980年代
- 1986年

ロンサム・カーボーイからカロッツェリアにブランド名を変更。
- 1988年

4ウェイスピーカー、TS-X75を発売。ブレーキランプを踏むと赤く光るスピーカーとして話題になったが、後付けハイマウントストップランプとは認められずに発売中止になった。

### 1990年代
- 1990年

世界初の市販用GPSカーナビゲーションシステム「AVIC-1」を発売。型番の「AVIC（エービック）」には「Audio Visual Information Communication」の意味が込められている。
- 1993年

光デジタル伝送方式による最高級デジタルオーディオシステム「カロッツェリアX」シリーズを発売。
- 1997年

世界初のDVDカーナビゲーションシステム「AVIC-D909」を発売。
このモデルより、ハイパフォーマンスモデルを「サイバーナビ（CYBER NAVI）」、普及モデルを「楽ナビ」と2系統に分けてラインナップすることとなった。

### 2000年代

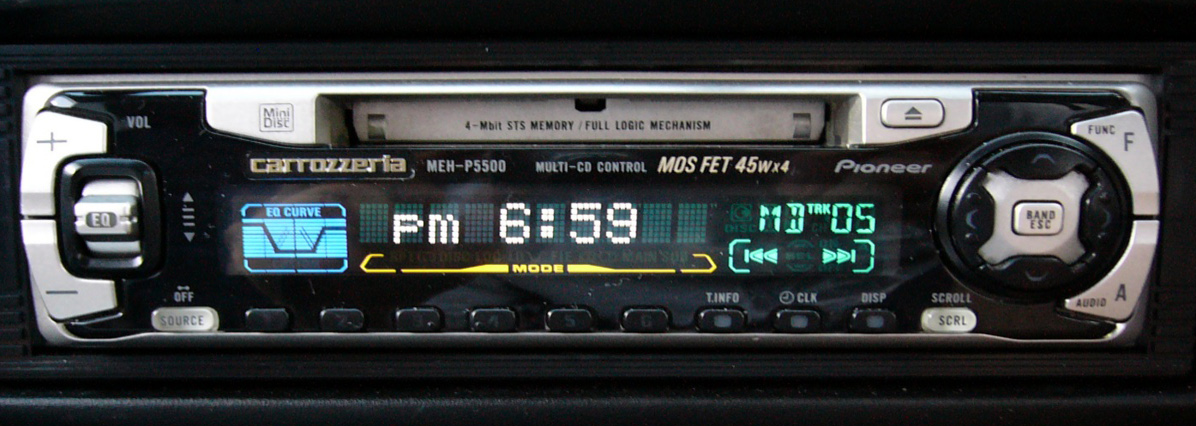
MEH-P5500（2000年）

- 2001年

カロッツェリア初のHDDカーナビゲーションシステム「AVIC-H09」（サイバーナビ）を発売。
地図メディアに10GBの東芝製2.5インチHDDを採用。容量拡大と処理速度の向上を実現。HDD搭載は業界初であり、この後の高機能カーナビの方向を決めた「ミュージックサーバー」機能（音楽CDをMP3データとして録音・蓄積して好みに応じて再生できる）も搭載。モニター、ビーコンとセットで31万5000円。
- 2002年

世界初の通信カーナビゲーションシステム「エアーナビ AVIC-T1」を発売。
最大144kbpsの高速通信を用いて専用サーバーにアクセスするクライアント／サーバー型システム。CDMA2000 1X規格通信モジュールを内蔵し、検索やルート探索などのカーナビゲーションとしての処理はサーバー側で行なう。地図データアップデートも通信経由で行なわれる。
- 2007年

通信によるユーザー間の渋滞情報提供機能「スマートループ」をハイエンド「サイバーナビ」シリーズ機種で開始。
- 2008年

「楽ナビ」の機能をさらに簡素化し価格を抑えた入門機「楽ナビLite」シリーズ発売。
通信によるユーザー間の渋滞情報提供機能「スマートループ」を「楽ナビ」および「エアーナビ」でも提供開始。また、サイバーナビと楽ナビの一部機種がウィルコムのデータ通信専用通信モジュールを使用した「カーナビ専用サービス for carrozzeria」に対応。

### 2010年代
- 2011年3月

NTTドコモと共同でAndroid用アプリケーション「ドコモ ドライブネット powered by カロッツェリア」をドコモ スマートフォン向けに提供開始。
同時に「スマートループ」も使用できる専用クレードル「SPX-SC01」も発売開始。
- 2011年6月

フロントカメラなどで構成する「クルーズスカウターユニット」との組み合わせでカメラ映像にナビゲーション情報を取り入れた「ARナビゲーション」を実現。
- 2011年7月

世界初の電気自動車専用カーナビゲーションシステム「AVIC-ZH09-MEV」を発売開始。
- 2012年5月

世界初のAR技術によるHUD採用モデル「サイバーナビ AVIC-VH99HUD」、「AVIC-ZH99HUD」を発表。
- 2012年10月

エアーナビシリーズと楽ナビLiteシリーズを楽ナビシリーズに統合。ブランド名称も「楽NAVI」へと変更した。
- 2013年5月

世界初の走行中に撮影した渋滞状況などの画像をサーバーで共有する「スマートループアイ」技術をサイバーナビに導入。
- 2015年5月

レコチョクの音楽ストリーミングサービスであるreplayを使用した「ミュージッククルーズチャンネル」をサイバーナビに導入。
- 2016年5月

OS、基本設計を一新した「サイバーナビ AVIC-Cシリーズ」を発表。HDDから内蔵メモリータイプにシフト。車種専用の10インチモデルも発表された(2016年9月発売)。
また、ポップアップモニタ方式である「VH」シリーズは廃止された。
- 2018年4月

音質に特化したハイエンドオーディオカーナビ「サイバーナビ Xシリーズ(7V型・AVIC-CZ902XS)」を発表(2018年6月発売)。
銅シャーシを使用し、新日本無線製「MUSESシリーズ」のハイエンドオーディオ用オペアンプを合計6基搭載。同年10月に8V型(AVIC-CL902XS)も発表、12月に発売。
- 2019年4月

OS、基本設計を一新し、全機種にHD(ワイドXGA)解像度パネルと市販モデル初の6層AV基板を採用した「楽ナビ AVIC-R910/710シリーズ」を発表。

### 2020年代
- 2023年3月
通信モジュールを用いてオンライン検索や自動更新に対応した「楽ナビ RZ920-DC/720シリーズ」を発表。巻末にDCとあるモデルは通信モジュールが付属しており、それ以外については別売りである。車内Wi-Fiとしての機能も兼ね備えている。（別途契約が必要。なお、契約しなくてもスマートループや自動更新は使用可能[1]）

## ラインアップ

### カーナビゲーション
- サイバーナビ
  - AVIC-Cシリーズ (2016年 - ) AV一体型。
    - AVIC-CL:8V型ワイドXGA、AVIC-CW(200mmモデル):7V型ワイドVGA、AVIC-CZ:7V型ワイドVGA、AVIC-CE:車種専用10V型ワイドXGA(品番の最後に車種を表すアルファベット2文字が追加)のラインアップ。

  - AVIC-VHシリーズ インダッシュ方式 AV一体型
  - AVIC-ZHシリーズ AV一体型
  - AVIC-Hシリーズ (2008年 - 2010年) XHシリーズの後継。VHシリーズのナビゲーション部分だけをシリーズ化。ほかのAV機器と接続する必要がある。
  - AVIC-XHシリーズ (2007年まで)
- 楽ナビ
  - AVIC-Rシリーズ (2014年 - ) AV一体型。
    - AVIC-RQ(2018年 - ):9V型ワイドXGA、AVIC-RL:8V型ワイドVGA(2014年 - 2018年)・8V型ワイドXGA(2019年 - )、AVIC-RW(200mmモデル):7V型ワイドVGA(2014年 - 2018年)・7V型ワイドXGA(2019年 - )、AVIC-RZ:7V型ワイドVGA(2014年 - 2018年)・7V型ワイドXGA(2019年 - )のラインアップ。

  - AVIC-DRシリーズ (2000年 - 2007年)
  - AVIC-DRVシリーズ (2003年 - 2007年)
  - AVIC-DRZシリーズ (2004年 - 2007年)
  - AVIC-HRZシリーズ (2005年 - 2010年)
  - AVIC-HRVシリーズ (2005年 - 2010年)
  - AVIC-MRZシリーズ (2008年 - 2013年) 登場当時は楽ナビLite。後に楽ナビに統合。
  - AVIC-MRPシリーズ (2012年 - 2015年) ポータブルモデル。
- EV用ナビ
  - AVIC-EVシリーズ 電気自動車及びプラグインハイブリッド車用。楽ナビのMRZシリーズをベースにした機種もある。
- Air navi（エアーナビ）
  - AVIC-Tシリーズ
- ポータブルナビ
  - AVIC-MPシリーズ

### スマートフォンリンク
- ナビクレイドル
  - SPX-SC01
  - ドライブネットクレイドル 01 - SPX-SC01のドコモブランド版。「carrozzeria」ロゴが「NTT docomo」ロゴになっており（「Pioneer」ロゴはそのまま）、Bluetoothのバージョンが2.0から2.1に強化されている。
  - ドライブネットクレイドル 02 - 5～7インチまでのスマートフォンおよびタブレットに装着可能なクレードルとセパレート型のセンサーユニットがセットになっている。
- スマートフォンクレイドル
  - SDA-SC500 - 光学センサーを搭載した電動スマートホールドを採用したクレイドル。qi規格のワイヤレス給電(最大10Wの急速充電)にも対応。2系統シガーソケット用USBチャージャーとUSB Type-Cケーブルを付属。
- アプリユニット
  - SPHシリーズ

### カーオーディオ
- RS-D7Xシリーズ (カロッツェリアX)
- AVHシリーズ
- DEXシリーズ (ピュアコンポーネント)
- DEHシリーズ (CD/チューナーメインユニット)
- DVHシリーズ (DVD/VCD/CD/チューナーメインユニット)
- MEHシリーズ (USB/チューナーメインユニット)
- KEHシリーズ
- FH-Pシリーズ
- FHシリーズ (2DINタイプメインユニット)
- スズキ・ワゴンR純正オーディオシステム

### スピーカー
- カスタムフィットタイプ
  - Vシリーズ
  - Cシリーズ
  - Jシリーズ
  - Fシリーズ
- ハイエンド・マルチタイプスピーカー
  - Tシリーズ
  - Sシリーズ
  - Mシリーズ
  - Wシリーズ
- ユニットスピーカー
  - Zシリーズ
  - Eシリーズ
  - Gシリーズ - パイオニアグローバルシリーズ(2018年 - )
  - Aシリーズ - パイオニアグローバルシリーズ(2018年 - )
- センタースピーカー
  - CXシリーズ
- サテライトスピーカー
  - STXシリーズ
  - STHシリーズ
- BOXスピーカー
  - Xシリーズ
- チューンアップトゥイーター
  - STシリーズ
  - Tシリーズ
- また、過去にはヘッドレストに装着するユニークな車載スピーカーもラインナップされていた。

### サブウーファー
- パワードサブウーファー
  - WXシリーズ
- ユニットサブウーファー
  - Wシリーズ

### デジタルプロセッサー
- DEQシリーズ (2018年 - ) - マツダ車(マツダコネクト搭載車)専用のDEQ-MZもラインナップ。